# تشوان سينغ سونغ
تشوان سينغ سونغ (بالإنجليزية: Choan-Seng Song )‏ هو أستاذ جامعي ولاهوتي أمريكي تايواني الأصل، ولد في 1929 في تاينان في تايوان.